# Rap, stresy, hulana, interesy
Rap, stresy, hulana, interesy – drugi album studyjny polskiej grupy muzycznej PMM. Wydawnictwo ukazało się 17 lutego 2010 roku nakładem wytwórni muzycznej Prosto.

## Lista utworów
1. „Ile dróg, tyle prawd”
2. „Energia”
3. „Żyję, wiem” (gościnnie: Maja)
4. „Dobrze, konkretnie, ostro!”
5. „Pierwszy raz” (gościnnie: Ladzisz)
6. „Status” (gościnnie: Kajman)
7. „Keep it on”
8. „Eskapady” (gościnnie: PSH)
9. „Mamy prawo”
10. „Daj mi bit” (gościnnie: O.S.T.R.)
11. „Fatflow drag” (gościnnie: Ladzisz)
12. „Jestem z nią” (gościnnie: Karolina Baszak)
13. „Mam pewny plan” (gościnnie: Ero)
14. „Jaki fach, taki fant”
15. „Hustlerski system”
16. „Właśnie to mam na myśli” (gościnnie: 4P)
17. „U.T.N.K.P.” (gościnnie: Maja)